# Iphiaulax zaraces
Iphiaulax zaraces är en stekelart som beskrevs av Cameron 1904. Iphiaulax zaraces ingår i släktet Iphiaulax och familjen bracksteklar. Utöver nominatformen finns också underarten I. z. luzonicus.